# 梅冲湖站
梅冲湖站位于中华人民共和国安徽省合肥市长丰县梅冲湖路与蒙城北路交叉口地下，是合肥轨道交通8号线的地铁车站，工程站名梅冲湖路站。